# Carved Stone Ball

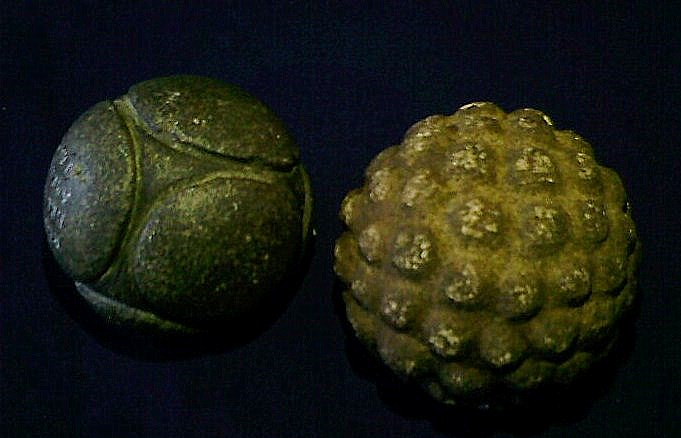
Neolithische Steinbälle

Carved Stone Balls (engl., wörtlich: geschnitzte Steinkugeln) entstanden vermutlich im späten Neolithikum und in der Bronzezeit (3500–1500 v. Chr.). Es sind etwa 450 Exemplare bekannt, meist aus Aberdeenshire in Schottland.
Größtenteils wird angenommen, dass es sich bei den Steinkugeln um Statussymbole handelte. Für die Objekte wurden Hartgesteine, wie Granit, Gabbro, Gneis, Diabas, Diorit und Quarzit, sowie Weichgesteine, wie Sandstein und Serpentinit, verwendet.

## Gestaltung und Herstellung
Die zumeist kugeligen, selten ovalen Objekte sind sorgfältig und aufwändig gestaltet und variieren stark. Die meisten haben einen Durchmesser von 70 mm. Etwas mehr als ein Dutzend liegen zwischen 90 und 114 mm. Die meisten haben sechs Noppen, die am aufwändigsten gestalteten Kugeln haben vier Noppen und die übrigen weisen eine unterschiedliche Anzahl auf. Die orkadischen haben die meisten Noppen und weichen zum Teil völlig von der Kugelform ab. Die Größe der häufig mit eingravierten Mustern verzierten Noppen variiert. Die Muster bestehen aus linearen, spiralförmigen oder konzentrischen Ritzungen. Es gibt auch Kugeln ohne Verzierungen.

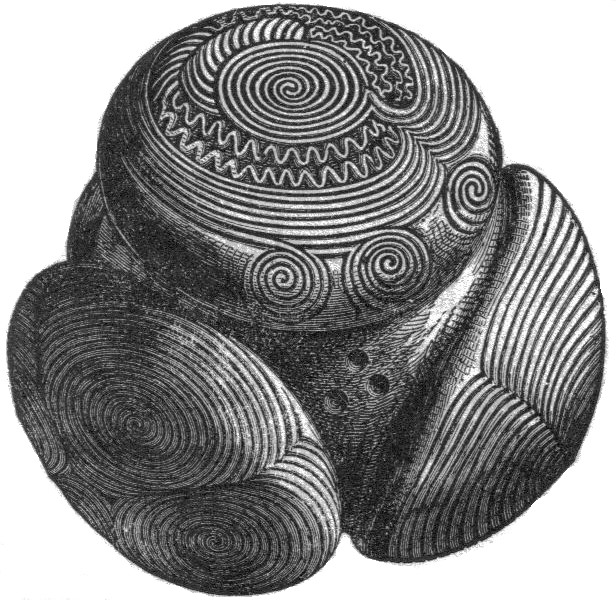
Zeichnung des Towie-Balls; der Stein stammt aus dem namensgebenden Dorf Towie, in Aberdeenshire
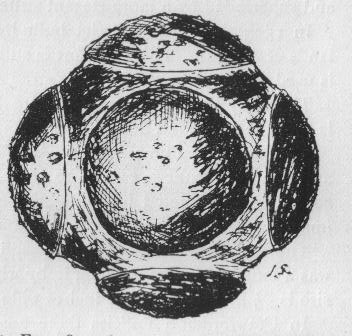
Aus Kilmaurs, Schottland
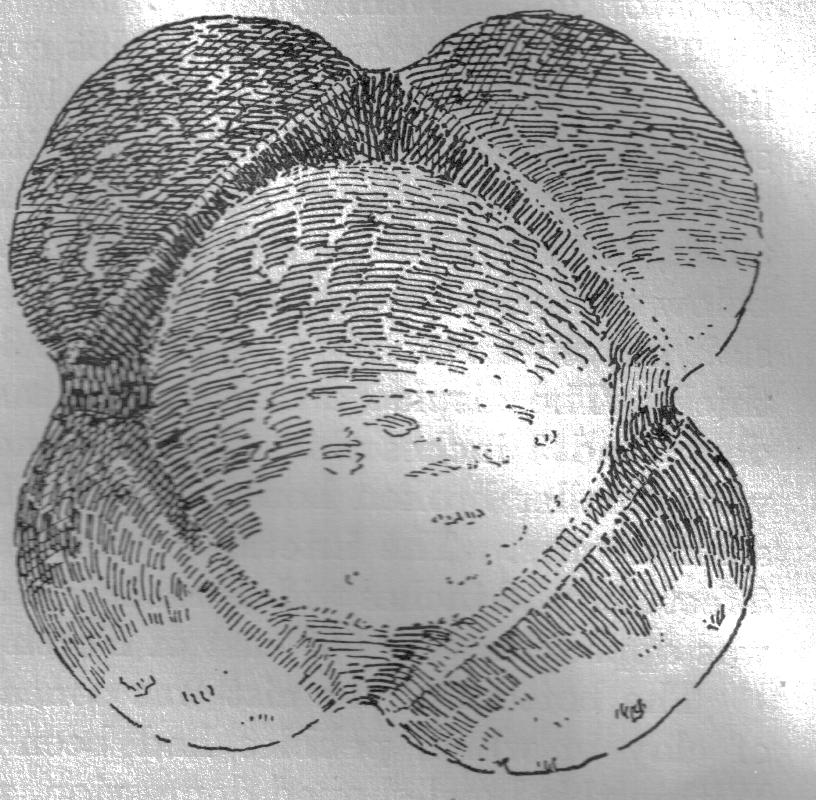
1933 in Golspie, Schottland
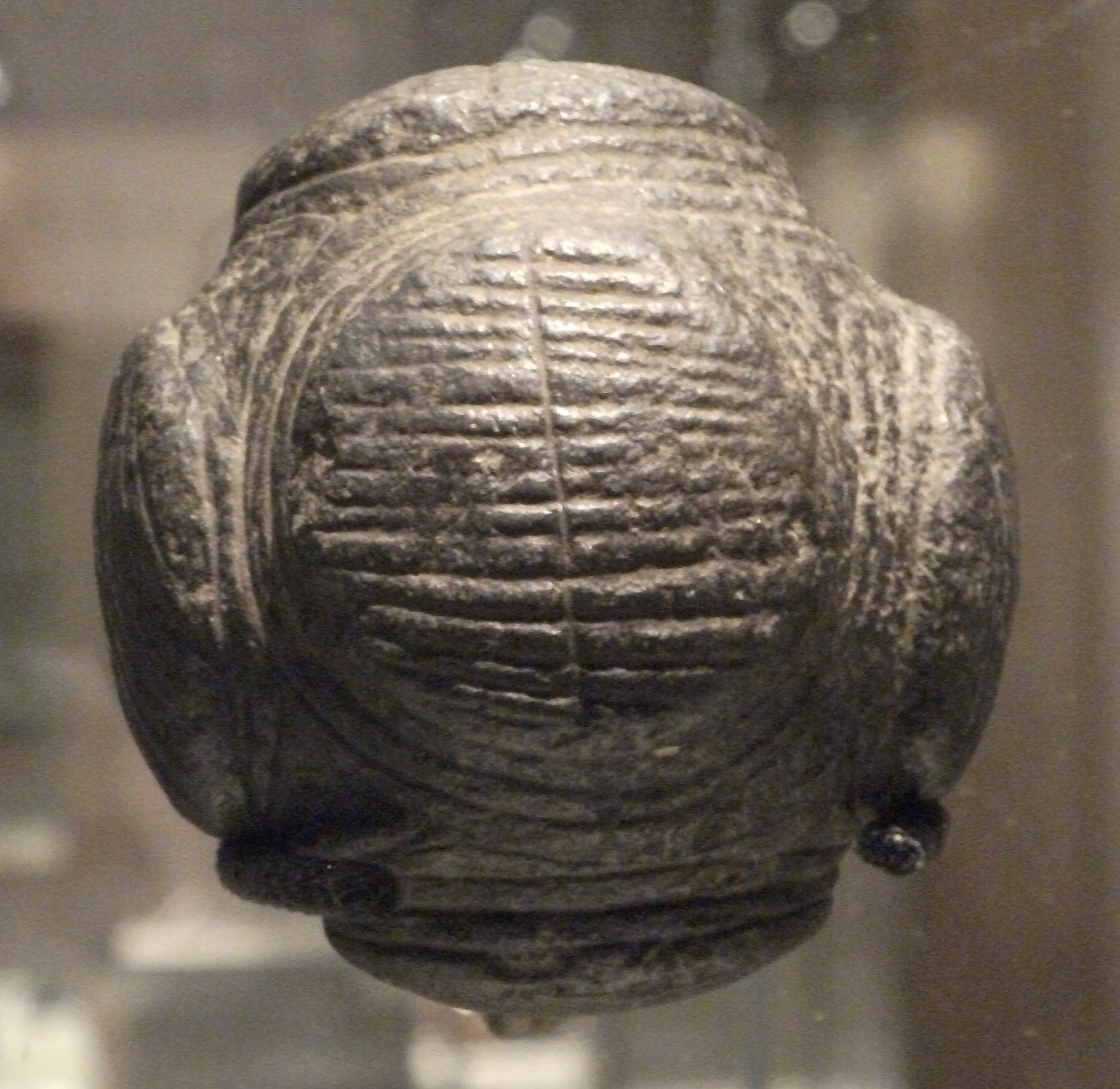
Sechsnoppiger Stone Ball im Museum

Andrew T. Young hat in einer experimentellen Untersuchung festgestellt, dass die schottischen Steinkugeln ohne Verwendung von Metallen geformt werden konnten.

## Erste Untersuchungen und Fundorte
Frederick Rhenius Coles (1854–1929), ein Beschäftigter des National Museum of Antiquities of Scotland, untersuchte zwischen 1897 und 1911 etwa 180 Steinkugeln.

## Verbreitung
Die meisten wurden im nördlichen Schottland in Aberdeenshire, zwischen Moray Firth und Tay-Fluss in den Grampian Mountains und auf Orkney gefunden. Carved Stone Balls wurden in Aberdeenshire, Comrie, Dunadd, Hawick, Wigtownshire auf Iona, Skye, Lewis and Harris, Uist, Arran gefunden. Außerhalb Schottlands in Irland bei Ballymena sowie in England bei Durham, Cumbria, Lowick und Bridlington. Die mit sieben Noppen gestalteten Kugeln aus Diorit, die in Hillhead, bei St. Ola, auf Orkney gefunden wurden, stammen von Hillswick auf den Shetlands. Auf den Orkney wurden in der steinzeitlichen Siedlung Skara Brae fünf Carved Stone Balls gefunden, in Rinyo auf Rousay zwei.
Viele Funktionen für diese Objekte sind vorgeschlagen worden, so könnten sie Keulenköpfe gewesen sein.